# Římskokatolická farnost Lipovec u Blanska
Římskokatolická farnost Lipovec u Blanska je územní společenství římských katolíků v obci Lipovec s farním kostelem Narození Panny Marie. Farnost je součástí blanenského děkanství v rámci brněnské diecéze.

## Území farnosti
- Lipovec – farní kostel Narození Panny Marie
- Holštejn
- Kulířov – kaple sv. Anny
- Marianín

## Historie farnosti
První zmínka o kostele a farnosti v Lipovci pochází z roku 1437. V polovině 16. století se stala fara nekatolickou, roku 1630 farnost zanikla, obnovena byla až roku 1785.
Původní kostel roku 1600 vyhořel a v roce 1650 byl obnoven. Avšak i tento kostel zanikl následkem velkého požáru v roce 1822. Nový kostel byl pak postaven o několik desítek metrů od původního a vysvěcen roku 1843.

## Duchovní správci
V Lipovci působil v 19. století vlastenecký farář Jan Nepomuk Soukop, který zde roku 1863 složil píseň Ejhle oltář. Do své smrti, 22. července 1990 zde byl farářem P. Fabián Knedlík. Od 1. srpna 1990 do dubna 2014 zde jako excurrendo administrátor působil P. Josef Šiška. Od 1. května 2014 do července byl administrátorem excurrendo ad interim P. Zdeněk Fučík. P. Šiška zde zůstal jako výpomocný duchovní, a to až do konce října 2014. Od 1. srpna 2014 byl ustanoven administrátorem excurrendo R.D. Mgr. Bc. Pavel Kuchyňa.Ten byl o rok později ustanoven administrátorem, sídlí tedy na zdejší faře.  K 1. srpnu 2019 byl pak ustanoven farářem.

## Bohoslužby
| Kostel                      | Místo   | Bohoslužba (den)          | Hodina                         | Poznámka     |
| --------------------------- | ------- | ------------------------- | ------------------------------ | ------------ |
| kostel Narození Panny Marie | Lipovec | neděle úterý pátek sobota | 9.00 18.00, v zimě 17.00 18.00 | farní kostel |
| kaple sv. Anny              | Kulířov | neděle                    | 11.30                          |              |

## Aktivity ve farnosti
Farnost se v roce 2015 přihlásila do soutěže o nejlépe opravenou kulturní památku Jihomoravského kraje v roce 2014. V tomto roce totiž farnost pokračovala ve třetí etapě opravy kostela, která se týkala opravy presbytáře a oken severozápadní strany. Farnost získala v hlasování 1304 hlasů a zvítězila v kategorii velké stavby.
Každoročně se ve farnosti koná tříkrálová sbírka. V roce 2017 dosáhl výtěžek sbírky v Lipovci 21 345 korun, v Holštejně 7 608 korun, v Kulířově 7 469 korun.
Od března 2019 ve farnosti vzniká komunitní centrum, ve kterém bude byt duchovního správce i prostory pro společenské a pastorační akce. Budou zde probíhat školicí programy, jedna místnost bude vyhrazena sociálně-poradenské práci Oblastní charity Blansko.
Den vzájemných modliteb farností za bohoslovce a bohoslovců za farnosti brněnské diecéze i Adorační den připadá na 5. září.